# تپه داش بلاغی
تپه داش بلاغی مربوط به سده‌های اولیه دوران‌های تاریخی پس از اسلام است و در شهرستان میانه، بخش ترکمنچای، دهستان اوچ‌تپه غربی، شمال روستای کسجین واقع شده و این اثر در تاریخ ۱۵ اسفند ۱۳۸۵ با شمارهٔ ثبت ۱۷۹۰۸ به‌عنوان یکی از آثار ملی ایران به ثبت رسیده است.